# 尼亚加拉瀑布城 (安大略省)
尼亚加拉瀑布城（英语、法语：Niagara Falls），當地華人舊譯尼加伙，是一座位于加拿大安大略省南部金马蹄地区尼亞加拉區的城市，坐落尼亚加拉河西岸的尼亞加拉半島，与美国尼亞加拉瀑布城隔河相望。尼亚加拉市人口约八万，多从事旅游业相关的各项服务性行业。
市内最著名的景观是尼亚加拉瀑布。尼亚加拉瀑布有二：一在加拿大境内，一在美国境内。从加拿大尼亚加拉瀑布城可以一览无遗同时观看到两个瀑布；从美国尼亚加拉瀑布市反而看不到美国境内的瀑布。由于有利的自然条件，加拿大尼亚加拉瀑布城每年吸引几十万来自世界各地的旅客。

## 历史
从17世纪开始尼亚加拉瀑布地区已有人居住，最初是易洛魁原居民。美國獨立戰爭後，大批效忠英王的十三州殖民遷居至上加拿大，當中不少在尼亞加拉河西岸落戶。另一方面，隨著尼亞加拉河東岸的地段獨立成為美國，沿河東岸的陸路運輸線亦歸屬美國，英方因此沿河西岸另建一條陸路運輸線，以容許經水路運輸的物資繞過尼亞加拉瀑布。該運輸線於1790年落成啓用，北起昆士頓，南至奇帕瓦溪（Chippawa Creek）注入尼亞加拉河所在，而一個名為奇帕瓦的聚落亦在運輸線南端形成。1812年戰爭期間尼亞加拉河沿河聚落飽受蹂躪，但戰後奇帕瓦迅速重建，並於1850年正式建制為村。與此同時，另一個名為德勒蒙維爾（Drummondville）的聚落則在現時的緬街（Main Street）、倫迪里（Lundy's Lane）和渡船街（Ferry Street）的交界處形成，並於1831年建制。
首座跨越尼亞加拉河連接美加的橋樑於1848年開通，而大西方鐵路（Great Western Railway）則於1853年開通至此，並駁上該橋樑通往美國。大橋之後改建成一座雙層橋樑，並於1855年開通。一個名為額爾金（Elgin）的村落則在大橋加方落腳點形成，再於1856年與位於其南方的克利夫頓社區合併成克利夫頓鎮（Clifton）。
隨著尼亚加拉瀑布地区的旅游业於19世纪逐漸興旺起來，克利夫頓鎮於1881年改稱尼亞加拉瀑布鎮，而德勒蒙維爾亦於翌年改稱尼亞加拉瀑布村。該兩村鎮於20世紀初合併，並於1903年6月12日正式建制為尼亞加拉瀑布城。有見利用尼亞加拉瀑布水流作水力發電的潛質豐厚，當局在該帶建造三座水電廠，該帶因此得以享用廉宜的電費。加上該帶的交通配套良好並接近美國，令尼亞加拉瀑布城的製造業蓬勃發展。
尼亞加拉瀑布城於1963年與其鄰近的史丹福鄉（Township of Stamford）合併。另一方面，安省政府於1970年將尼亞加拉瀑布城所在的威蘭縣與隔鄰的林肯縣合併成尼亞加拉區，同時將奇帕瓦鄉、威洛比鄉（Willoughby Township）以及克羅蘭鄉（Crowland Township）一小部分併入尼亞加拉瀑布城。

## 交通

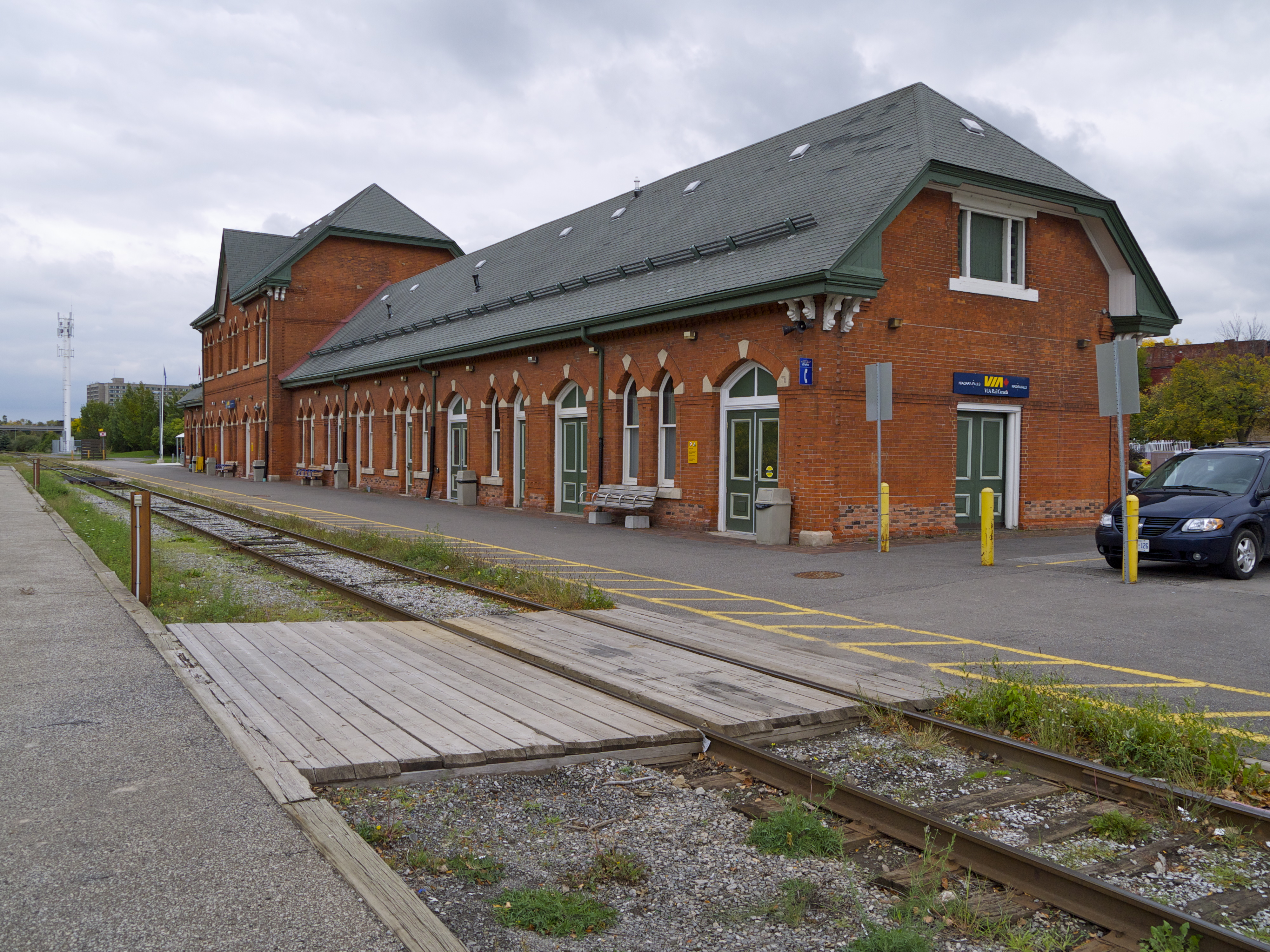
尼亞加拉瀑布城火車站

尼亞加拉瀑布城市內的主要省級高速公路為伊利沙伯皇后道（QEW）。該公路大致呈南北走向貫穿尼亞加拉瀑布城，來回共有四至六條行車線，為來往多倫多、咸美頓、伊利堡和美國水牛城之間的要道。安大略420號省道則從QEW分支，向東通往尼亞加拉河並駁上彩虹橋前往美国。此外，405號省道大致坐落濱湖尼亞加拉鎮以内，但沿該鎮與尼亞加拉瀑布城的邊界向東通往昆士頓村，中途有一小部分路段位於尼亞加拉瀑布城境内。非高速公路資格的尼亞加拉園林路則沿尼亞加拉河西岸，經尼亞加拉瀑布城連接濱湖尼亞加拉和伊利堡，由尼亞加拉公園委員會管理。
尼亞加拉瀑布城市內的公共交通服務由市營的尼亞加拉瀑布城交通局營運。此外，市政府與尼亞加拉公園委員會於2012年聯手創立WEGO巴士系統，取代公園局舊有的巴士路線，以便遊客來往尼亞加拉瀑布城和濱湖尼亞加拉各旅遊景點。
由維亞鐵路和美鐵聯營，連接多倫多和紐約市的楓葉號列車在尼亞加拉瀑布城火車站停靠。GO運輸公司現時則營運通勤巴士服務連接聖凱瑟琳斯、布靈頓和尼亞加拉瀑布城，並於夏季營運連接多倫多、聖凱瑟琳斯和尼亞加拉瀑布城的鐵路服務。
加拿大境内最接近尼亞加拉瀑布城的機場是位於濱湖尼亞加拉鎮的聖嘉芙蓮斯/尼亞加拉區域機場（St. Catharines/Niagara District Airport；IATA代碼：YXU；ICAO代碼：CYSN）。這是一座小型機場，沒有定期航班，主要供包機使用。市民主要使用多倫多皮爾遜國際機場、約翰·卡爾·芒羅哈密爾頓國際機場、或紐約州的水牛城-尼亞加拉國際機場和尼亞加拉瀑布城國際機場前往外地。

## 人口分布
种族
- 白人：93.4%
- 原住民：1.1%
- 亞洲人：4.0%

宗教
- 天主教：42.0%
- 新教：36.8%
- 正教：2.8%
- 其他基督教：2.4%
- 无信仰：14.1%

## 氣候
如南安大略其他地區般，尼亞加拉瀑布城屬溫帶大陸性濕潤氣候（柯本氣候分類法Dfa），夏季炎熱潮濕、冬季寒冷。一月平均高低溫分別為−1.0 °C（30.2 °F）和−7.9 °C（17.8 °F），但冰點以上的氣溫在冬季也並不罕見。冬季在風向配合下大湖效應可為該市帶來可觀的降雪，年均降雪量約達162（64英寸）。七月平均高低溫分別為27.2 °C（81.0 °F）和16.7 °C（62.1 °F），平均每年有13日的氣溫超越30 °C（86.0 °F）。市内年均降水量為970.2（38英寸）。
| 尼亞加拉瀑布城                                                    | 尼亞加拉瀑布城 | 尼亞加拉瀑布城 | 尼亞加拉瀑布城 | 尼亞加拉瀑布城 | 尼亞加拉瀑布城 | 尼亞加拉瀑布城 | 尼亞加拉瀑布城 | 尼亞加拉瀑布城 | 尼亞加拉瀑布城 | 尼亞加拉瀑布城 | 尼亞加拉瀑布城 | 尼亞加拉瀑布城 | 尼亞加拉瀑布城 |
| 月份                                                              | 1月            | 2月            | 3月            | 4月            | 5月            | 6月            | 7月            | 8月            | 9月            | 10月           | 11月           | 12月           | 全年           |
| ----------------------------------------------------------------- | -------------- | -------------- | -------------- | -------------- | -------------- | -------------- | -------------- | -------------- | -------------- | -------------- | -------------- | -------------- | -------------- |
| 历史最高温 °C（°F）                                               | 22.2 (72.0)    | 19.5 (67.1)    | 26.5 (79.7)    | 33.0 (91.4)    | 35.0 (95.0)    | 34.6 (94.3)    | 38.4 (101.1)   | 38.3 (100.9)   | 35.6 (96.1)    | 32.8 (91.0)    | 24.4 (75.9)    | 21.5 (70.7)    | 38.4 (101.1)   |
| 平均高温 °C（°F）                                                 | −0.4 (31.3)    | 1.3 (34.3)     | 5.9 (42.6)     | 12.8 (55.0)    | 19.4 (66.9)    | 24.5 (76.1)    | 27.4 (81.3)    | 26.0 (78.8)    | 21.9 (71.4)    | 15.1 (59.2)    | 8.7 (47.7)     | 2.7 (36.9)     | 13.8 (56.8)    |
| 日均气温 °C（°F）                                                 | −4.1 (24.6)    | −2.7 (27.1)    | 1.2 (34.2)     | 7.5 (45.5)     | 13.6 (56.5)    | 19.1 (66.4)    | 22.2 (72.0)    | 21.1 (70.0)    | 17.1 (62.8)    | 10.7 (51.3)    | 4.9 (40.8)     | −0.7 (30.7)    | 9.2 (48.6)     |
| 平均低温 °C（°F）                                                 | −7.8 (18.0)    | −6.6 (20.1)    | −3.5 (25.7)    | 2.2 (36.0)     | 7.7 (45.9)     | 13.7 (56.7)    | 17.0 (62.6)    | 16.2 (61.2)    | 12.3 (54.1)    | 6.3 (43.3)     | 1.1 (34.0)     | −4.1 (24.6)    | 4.5 (40.1)     |
| 历史最低温 °C（°F）                                               | −26 (−15)      | −25 (−13)      | −20 (−4)       | −13.5 (7.7)    | −4.4 (24.1)    | 2.2 (36.0)     | 5.6 (42.1)     | 1.0 (33.8)     | 0.0 (32.0)     | −6.7 (19.9)    | −12.5 (9.5)    | −24 (−11)      | −25 (−13)      |
| 平均降水量 mm（）                                                 | 75.6 (2.98)    | 61.8 (2.43)    | 61.7 (2.43)    | 72.0 (2.83)    | 86.8 (3.42)    | 80.9 (3.19)    | 78.9 (3.11)    | 79.2 (3.12)    | 98.2 (3.87)    | 79.7 (3.14)    | 91.8 (3.61)    | 81.1 (3.19)    | 947.5 (37.30)  |
| 平均降雨量 mm（）                                                 | 27.8 (1.09)    | 29.6 (1.17)    | 36.7 (1.44)    | 66.0 (2.60)    | 85.9 (3.38)    | 80.9 (3.19)    | 78.9 (3.11)    | 79.2 (3.12)    | 98.2 (3.87)    | 79.7 (3.14)    | 81.9 (3.22)    | 49.3 (1.94)    | 794.0 (31.26)  |
| 平均降雪量 cm（）                                                 | 47.7 (18.8)    | 32.2 (12.7)    | 25.0 (9.8)     | 6.0 (2.4)      | 0.90 (0.35)    | 0.0 (0.0)      | 0.0 (0.0)      | 0.0 (0.0)      | 0.0 (0.0)      | 0.0 (0.0)      | 9.8 (3.9)      | 31.8 (12.5)    | 153.5 (60.4)   |
| 平均降水天数（≥ 0.2 mm）                                          | 14.4           | 11.4           | 11.3           | 12.6           | 13.5           | 11.3           | 10.9           | 10.8           | 11.2           | 13.0           | 13.0           | 13.4           | 146.6          |
| 平均降雨天数（≥ 0.2 mm）                                          | 5.0            | 4.5            | 7.2            | 11.6           | 13.4           | 11.3           | 10.9           | 10.8           | 11.2           | 13.0           | 11.1           | 7.7            | 117.9          |
| 平均降雪天数（≥ 0.2 cm）                                          | 9.8            | 7.7            | 5.0            | 1.6            | 0.08           | 0.0            | 0.0            | 0.0            | 0.0            | 0.0            | 2.4            | 6.6            | 33.2           |
| 来源1：Environment Canada (normals 1981–2010, extremes 1981–2006) |                |                |                |                |                |                |                |                |                |                |                |                |                |
| 来源2：Environment Canada (extremes for Niagara Falls 1943−1995)  |                |                |                |                |                |                |                |                |                |                |                |                |                |

## 景点

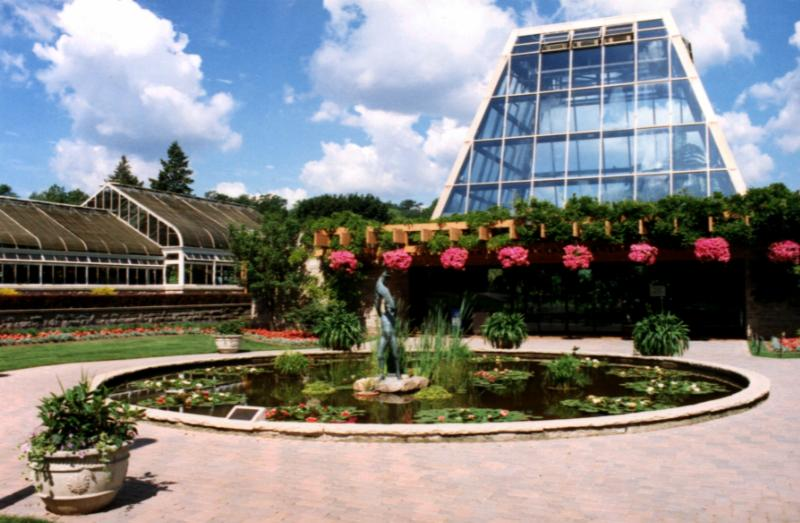
尼亚加拉公园温室

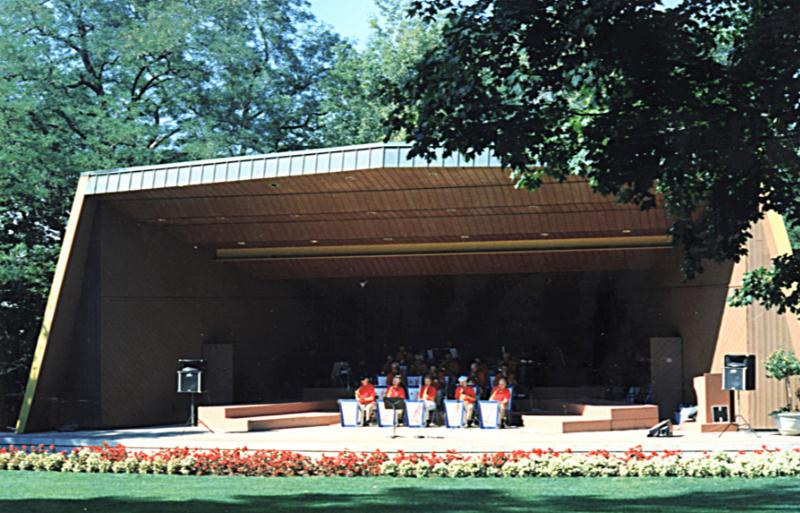
葵因斯屯公园周末音乐会

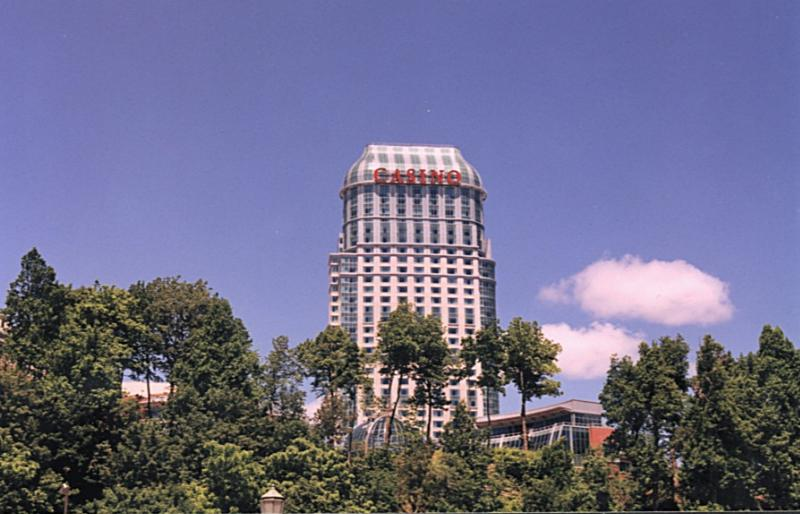
瀑布景观赌场

尼亚加拉瀑布城市政府的园林局以尼亚加拉瀑布为中心，开发一次系列旅游项目：
- 水帘洞观瀑：乘电梯下几十米到达瀑布后的水帘洞看瀑布，另一出口可到瀑布脚下的平台近距离观看瀑布
- 雾里舟：穿上雨衣乘小船到瀑布脚下，在瀑布激起的雨雾中，领略尼亚加拉瀑布的气势。
- 尼亚加拉赌场
- 瀑布景观赌场
- 西班牙吊车
- 高尔夫球场
- 天柱塔

1996年尼亚加拉瀑布城第一所赌场尼亚加拉赌场落成，因为在加拿大赌博所得不必缴纳所得税，尼亚加拉赌场每年为这地区招揽大量旅客。原有旅馆人满为患，于是美国大旅店集团如喜来登集团等纷纷到尼亚加拉瀑布城建造新的宾馆，越发促进尼亚加拉地区的经济。2004年一所更豪华的瀑布景观赌场在邻近马蹄形大瀑布的山丘上落成。
市内其他旅遊景點如下：
- 尼亚加拉公园温室
- 葵因斯屯公园 园中央耸立着1812年抗美战争英雄纪念碑。周六日有免费露天音乐会。
- 克礼夫屯山商业区 有蜡人馆、“吉尼斯世界纪录馆”、“信不信由你馆”、旅社、珠宝店、餐厅等。
- 海洋公园 - 鲸鱼、海豚表演
- 尼亚加拉园艺学院内设尼亚加拉植物园供学生实习。
- 蝴蝶馆
- 百花钟
- 威兰运河

## 媒体
报纸
- 尼亚加拉瀑布城瀑布报 （页面存档备份，存于）
- 尼亚加拉瀑布城新闻

电台
- 101.1 FM  （页面存档备份，存于）
- 105.1 FM 大河台